# Морський
Морськи́й (рос. Морской) — селище у складі Охотського району Хабаровського краю, Росія. Адміністративний центр та єдиний населений пункт Морського сільського поселення.

## Населення
Населення — 180 осіб (2010; 308 у 2002).
Національний склад (станом на 2002 рік):
- росіяни — 84 %